# Вайсенборн (Рудные горы)
Вайсенборн (нем. Weißenborn/Erzgeb.) — община в Германии, в земле Саксония. Подчиняется административному округу Кемниц. Входит в состав района Средняя Саксония. Подчиняется управлению Лихтенберг/Эрцгеб. Население составляет 2652 человека (на 31 декабря 2010 года). Занимает площадь 22,51 км².